# Alliance (e-sportlag)
Alliance är en svensk e-sportsorganisation som grundades i april 2013 av Jonathan Berg. Organisationen har lag i Trackmania, Dota 2, Smash, Fortnite, Apex Legends och PUBG Mobile, tidigare lag i League of Legends, Starcraft II och Hearthstone.

## Dota 2
Den amerikanska Dota 2-turneringen The International hade i augusti 2013 en prispott på över 2,8 miljoner dollar (USD). Alliance tog hem segern och strax över nio miljoner kronor i prispengar. Därigenom blev de fem lagmedlemmarna några av e-sportens mest framgångsrika spelare, mätt i prispengar.
| År   | Resultat | Prisvinst  |
| ---- | -------- | ---------- |
| 2013 | 1        | $1 437 190 |
| 2014 | 11-12    | $38 234    |
| 2016 | 9-12     | $311 557   |
| 2019 | 13-16    | $514 951   |
| 2021 | 9-12     | $800 400   |

## Spelare

### Dota 2
- Nikolay "Nikobaby" Nikolov
- Linus "Limmp" Blomdin
- Gustav "s4" Magnusson
- Simon "Handsken" Haag
- Artiom "fng" Barshack (låne-spelare)

### Trackmania 2020
- Patrick "Mudda" Radisich
- Alister "Soulja" Adutwum